# Юниорский тур ITF 2015 (девушки)
Цикл юниорских турниров ITF 2015 (англ. 2015 ITF Junior circuit) — это элитный юниорский тур теннисистов, организованный ITF, как подготовительная ступень к своим взрослым турам.
Статья содержит результаты турниров двух старших категорий (GA и G1) среди девушек.

## Расписание

### Категория А
| Дата начала | Турнир                                                                        | Чемпионы (Счёт финала)                               | Финалисты                            |
| ----------- | ----------------------------------------------------------------------------- | ---------------------------------------------------- | ------------------------------------ |
| 24 января   | Открытый чемпионат Австралии Мельбурн, Австралия Хард Турнир 2015             | Тереза Мигаликова 6-1 6-4                            | Кэти Суон                            |
| 24 января   | Открытый чемпионат Австралии Мельбурн, Австралия Хард Турнир 2015             | Мириам Колодзиёва Маркета Вондроушова 7-5 6-4        | Катарина Хобгарки Грет Миннен        |
| 16 марта    | Международный чемпионат Порту-Алегри Порту-Алегри, Бразилия Грунт Турнир 2015 | Усве Майтане Арконада 6-2 6-4                        | Хульета Лара Эстабле                 |
| 16 марта    | Международный чемпионат Порту-Алегри Порту-Алегри, Бразилия Грунт Турнир 2015 | Франческа ди Лоренцо Луиза Стефани 6-2 6-1           | Усве Майтане Арконада Эмили Франкати |
| 18 мая      | Трофей Бонфильо Милан, Италия Грунт Турнир 2015                               | Маркета Вондроушова 6-2 6-2                          | Шарлотта Робильяр-Мильет             |
| 18 мая      | Трофей Бонфильо Милан, Италия Грунт Турнир 2015                               | Мириам Колодзиёва Маркета Вондроушова 3-6 6-2 [10-2] | Далма Галфи Кэти Суон                |
| 31 мая      | Открытый чемпионат Франции Париж, Франция Грунт Турнир 2015                   | Паула Бадоса Хиберт 6-3 6-3                          | Анна Калинская                       |
| 31 мая      | Открытый чемпионат Франции Париж, Франция Грунт Турнир 2015                   | Мириам Колодзиёва Маркета Вондроушова 6-0 6-3        | Каролина Доулхайд Катерина Стюарт    |
| 4 июля      | Уимблдон , Великобритания Трава Турнир 2015                                   | Софья Жук 7-5 6-4                                    | Анна Блинкова                        |
| 4 июля      | Уимблдон , Великобритания Трава Турнир 2015                                   | Далма Галфи Фанни Штоллар 6-3 6-2                    | Вера Лапко Тереза Мигаликова         |
| 6 сентября  | Открытый чемпионат США Нью-Йорк, США Хард Турнир 2015                         | Далма Галфи 7-5 6-4                                  | София Кенин                          |
| 6 сентября  | Открытый чемпионат США Нью-Йорк, США Хард Турнир 2015                         | Виктория Кужмова Александра Поспелова 7-5 6-2        | Анна Калинская Анастасия Потапова    |
| 12 октября  | Osaka Mayor's Cup Осака, Япония Хард Турнир 2015                              | Маи Хонтама 6-1 7-5                                  | Юки Найто                            |
| 12 октября  | Osaka Mayor's Cup Осака, Япония Хард Турнир 2015                              | Харуна Аракава Аюми Миямото 6-4 6-4                  | Даяна Ястремская Чжэн Ушуан          |
| 16 ноября   | Abierto Juvenil Mexicano Мехико, Мексика Грунт Турнир 2015                    | Аманда Анисимова 7-5 3-6 6-3                         | Кэти Суон                            |
| 16 ноября   | Abierto Juvenil Mexicano Мехико, Мексика Грунт Турнир 2015                    | Анна Блинкова Евгения Левашова 7-5 6-4               | София Кенин Кэти Суон                |
| 8 декабря   | Orange Bowl International Championship Плантейшн, США Грунт Турнир 2015       | Бьянка Ванесса Андрееску 7-6(7) 6-4                  | Кайла Дэй                            |
| 8 декабря   | Orange Bowl International Championship Плантейшн, США Грунт Турнир 2015       | Пранджала Ядлапалли Тамара Зиданшек 6-2 6-2          | Элени Кристофи Анастасия Детюк       |

Отдельно выделены турниры Большого шлема.

### 1-я категория
| Дата начала | Турнир                                                                                       | Чемпионы (Счёт финала)                                | Финалисты                              |
| ----------- | -------------------------------------------------------------------------------------------- | ----------------------------------------------------- | -------------------------------------- |
| 5 января    | Coffee Bowl Сан-Хосе, Коста-Рика Хард Турнир 2015                                            | Михаэла Гордон 7-6(5) 6-2                             | Усве Майтане Арконада                  |
| 5 января    | Coffee Bowl Сан-Хосе, Коста-Рика Хард Турнир 2015                                            | Михаэла Гордон Клер Лю 7-5 6-4                        | Усве Майтане Арконада Евгения Левашова |
| 12 января   | Czech International Junior Indoor Championships Пршеров, Чехия Хард(i) Турнир 2015           | Олеся Первушина 6-2 6-4                               | Карола Патрича Беженару                |
| 12 января   | Czech International Junior Indoor Championships Пршеров, Чехия Хард(i) Турнир 2015           | Чжо Исюань Николина Йович 7-6(7) 0-6 [10-5]           | Элизабет Данаилова Тереза Коларова     |
| 12 января   | Copa Gatorade Каракас, Венесуэла Хард Турнир 2015                                            | Евгения Левашова 6-2 6-2                              | Мира Антонич                           |
| 12 января   | Copa Gatorade Каракас, Венесуэла Хард Турнир 2015                                            | Евгения Левашова Таиса Грана Педретти 6-1 6-2         | Андреа Кевакян Ндинди Инзяни Мварука   |
| 17 января   | AGL Loy Yang Traralgon Junior International Траралгон, Австралия Хард Турнир 2015            | Кэтрин Себов 7-5 6-2                                  | Кимберли Биррелл                       |
| 17 января   | AGL Loy Yang Traralgon Junior International Траралгон, Австралия Хард Турнир 2015            | Вера Лапко Тереза Мигаликова 7-5 7-5                  | Ольга Фридман Элина Неплий             |
| 19 января   | Mundial Juvenil de Tenis Barranquilla Барранкилья, Колумбия Грунт Турнир 2015                | Мария Фернанда Эрасо Гонсалес 6-2 3-6 7-6(6)          | Тамара Зиданшек                        |
| 19 января   | Mundial Juvenil de Tenis Barranquilla Барранкилья, Колумбия Грунт Турнир 2015                | Евгения Левашова Тамара Зиданшек 6-1 6-0              | Хулиана Валеро Агостина Дзампроньо     |
| 26 января   | Ecuador Grade 1 ITF Гуаякиль, Эквадор Грунт Турнир 2015                                      | Тамара Зиданшек 6-2 6-1                               | Жульета Лара Эстабле                   |
| 26 января   | Ecuador Grade 1 ITF Гуаякиль, Эквадор Грунт Турнир 2015                                      | Рафаэлла Бакерисо Жаклин Адина Кристьян 6-1 6-4       | Франческа ди Лоренцо Меган Келли       |
| 9 февраля   | Mediterranee Avenir Касабланка, Марокко Грунт Турнир 2015                                    | Бьянка Турати 6-1 5-7 6-3                             | Ребека Масарова                        |
| 9 февраля   | Mediterranee Avenir Касабланка, Марокко Грунт Турнир 2015                                    | Тереза Коларова Тамара Зиданшек 6-3 6-0               | Людмила Самсонова Джулия Сартори       |
| 2 марта     | Кубок Ельцина Казань, Россия Хард(i) Турнир 2015                                             | Каринэ Саркисова 7-6(2) 3-6 7-6(5)                    | Анна Блинкова                          |
| 2 марта     | Кубок Ельцина Казань, Россия Хард(i) Турнир 2015                                             | Анастасия Чикалкина Ксения Сташенкова 6-1 6-4         | Гюльнара Назарова Элина Неплий         |
| 2 марта     | Chang Thailand ITF Juniors G1 Нонтхабури, Таиланд Хард Турнир 2015                           | Пранджала Ядлапалли 6-4 6-1                           | Дерия Нур Хализа                       |
| 2 марта     | Chang Thailand ITF Juniors G1 Нонтхабури, Таиланд Хард Турнир 2015                           | Маюка Айкава Оливия Тьяндрамулия 6-2 3-6 [10-8]       | Дерия Нур Хализа Пранджала Ядлапалли   |
| 2 марта     | Asuncion Bowl Асунсьон, Парагвай Грунт Турнир 2015                                           | Беатриче Торелли 6-2 6-3                              | Мария Хосе Портильо Рамирес            |
| 2 марта     | Asuncion Bowl Асунсьон, Парагвай Грунт Турнир 2015                                           | Лара Эскауриса Мария Хосе Портильо Рамирес 6-4 6-1    | Джада Льюис Габриэлла Польнер          |
| 9 марта     | Banana Bowl Сан-Паулу, Бразилия Грунт Турнир 2015                                            | Усве Майтане Арконада 6-1 6-7(6) 6-4                  | Франческа ди Лоренцо                   |
| 9 марта     | Banana Bowl Сан-Паулу, Бразилия Грунт Турнир 2015                                            | Франческа ди Лоренцо Луиза Стефани 6-2 6-0            | Жаклин Адина Кристьян Мая Лумсден      |
| 17 марта    | Perin Memorial Умаг, Хорватия Грунт Турнир 2015                                              | Мириам Колодзиёва 6-3 6-2                             | Александра Поспелова                   |
| 17 марта    | Perin Memorial Умаг, Хорватия Грунт Турнир 2015                                              | Тереза Мигаликова Александра Поспелова 6-0 2-6 [10-7] | Джорджа Андрея Крэчун Оана Гаврила     |
| 17 марта    | Sarawak Chief Minister's Cup Кучинг, Малайзия Хард Турнир 2015                               | Луция Канкова 6-2 6-7(5) 2-2 — отказ                  | Оливия Тьяндрамулия                    |
| 17 марта    | Sarawak Chief Minister's Cup Кучинг, Малайзия Хард Турнир 2015                               | Нейкта Бэйнс Оливия Тьяндрамулия 6-3 6-2              | Петра Хале Мэддисон Инглис             |
| 30 марта    | USTA International Spring Championships Карсон, США Хард Турнир 2015                         | София Кенин 6-3 6-7(7) 6-0                            | Фанни Штоллар                          |
| 30 марта    | USTA International Spring Championships Карсон, США Хард Турнир 2015                         | Каролина Доулхайд Эна Сибахара 6-7(4) 7-5 [10-3]      | Михаэла Гордон Ракель Педраса          |
| 7 апреля    | Трофей Хуана Карлоса Ферреро Вильена, Испания Грунт Турнир 2015                              | Ева Герреро Альварес 6-1 7-5                          | Ребека Масарова                        |
| 7 апреля    | Трофей Хуана Карлоса Ферреро Вильена, Испания Грунт Турнир 2015                              | Эмили Арбетнотт Эмили Франкати 6-3 6-4                | Кристина Букша Ребека Масарова         |
| 20 апреля   | Open International Junior de Beaulieu-sur-Mer Больё-сюр-Мер, Франция Грунт Турнир 2015       | Шарлотта Робильяр-Мильет 6-4 7-5                      | Бьянка Ванесса Андрееску               |
| 20 апреля   | Open International Junior de Beaulieu-sur-Mer Больё-сюр-Мер, Франция Грунт Турнир 2015       | Эмили Арбетнотт Элени Кристофи 6-0 6-2                | Федерика Джо Гарделья Ида Ярлског      |
| 11 мая      | Torneo "Città Di Santa Croce" Mauro Sabatini Санта-Кроче-суль-Арно, Италия Грунт Турнир 2015 | Анна Блинкова 4-6 6-1 6-3                             | Джессика Пьери                         |
| 11 мая      | Torneo "Città Di Santa Croce" Mauro Sabatini Санта-Кроче-суль-Арно, Италия Грунт Турнир 2015 | Анна Блинкова Олеся Первушина 6-2 6-3                 | Инес Иббу Люси Варнье                  |
| 25 мая      | Astrid Bowl Charleroi Шарлеруа, Бельгия Грунт Турнир 2015                                    | Катарина Хобгарски 6-1 4-6 6-2                        | Елена Рыбакина                         |
| 25 мая      | Astrid Bowl Charleroi Шарлеруа, Бельгия Грунт Турнир 2015                                    | Франческа ди Лоренцо Луиза Стефани 6-3 6-4            | Катарина Хобгарски Грет Миннен         |
| 9 июня      | International Junior Tournament of Offenbach Оффенбах, Германия Грунт Турнир 2015            | Карман Каур Тханди 6-1 6-4                            | Джессика Инохоса Гомес                 |
| 9 июня      | International Junior Tournament of Offenbach Оффенбах, Германия Грунт Турнир 2015            | Юлия Нимайер Линда Пуппендаль 1-6 6-1 [10-3]          | Оливия Хаугер Джада Льюис              |
| 16 июня     | Allianz Kundler German Juniors Берлин, Германия Грунт Турнир 2015                            | Катарина Хобгарски 6-2 6-2                            | Йоана Диана Пьетрою                    |
| 16 июня     | Allianz Kundler German Juniors Берлин, Германия Грунт Турнир 2015                            | Маюка Айкава Джессика Инохоса Гомес 1-6 6-4 [10-6]    | Панна Удварди Даяна Ястремская         |
| 28 июня     | Nike Junior International Roehampton Рогемптон, Великобритания Трава Турнир 2015             | Далма Галфи 7-6(3) 6-2                                | Маркета Вондроушова                    |
| 28 июня     | Nike Junior International Roehampton Рогемптон, Великобритания Трава Турнир 2015             | Мириам Колодзиёва Маркета Вондроушова 6-3 6-3         | Дестани Айява Оливия Тьяндрамулия      |
| 14 июля     | Simacek ITF Junior Open Linz Линц, Австрия Грунт Турнир 2015                                 | Джорджа Андрея Крэчун 6-1 3-6 7-6(5)                  | Анастасия Зарицкая                     |
| 14 июля     | Simacek ITF Junior Open Linz Линц, Австрия Грунт Турнир 2015                                 | Джорджа Андрея Крэчун Оана Гаврила 6-3 2-6 [12-10]    | Эмили Арбетнотт Элени Кристофи         |
| 4 августа   | China Junior 14 Nanjing Нанкин, Китай Хард Турнир 2015                                       | Жэнь Цзяци 6-3 6-2                                    | Ма Шуюэ                                |
| 4 августа   | China Junior 14 Nanjing Нанкин, Китай Хард Турнир 2015                                       | Рифанти Кахфиани Ли Ян 6-2 6-2                        | Ли Барнард Зани Барнард                |
| 24 августа  | Prince George’s County Championships Колледж-парк, США Хард Турнир 2015                      | Анна Калинская 6-4 7-6(3)                             | Тереза Мигаликова                      |
| 24 августа  | Prince George’s County Championships Колледж-парк, США Хард Турнир 2015                      | Анна Калинская Тереза Мигаликова 6-1 6-4              | Вера Лапко Ирина Шиманович             |
| 30 августа  | Canadian Open Junior Championships Репантиньи, Канада Хард Турнир 2015                       | Бьянка Ванесса Андрееску 6-1 6-2                      | Шарлотта Робильяр-Мильет               |
| 30 августа  | Canadian Open Junior Championships Репантиньи, Канада Хард Турнир 2015                       | Эмили Арбетнотт Эмили Франкати 7-6(3) 0-6 [10-8]      | Бьянка Ванесса Андрееску Кэтрин Себов  |
| 23 ноября   | Yucatan Cup Мерида, Мексика Грунт Турнир 2015                                                | Кайла Дэй 7-5 6-3                                     | Бьянка Ванесса Андрееску               |
| 23 ноября   | Yucatan Cup Мерида, Мексика Грунт Турнир 2015                                                | Бьянка Ванесса Андрееску Ванесса Вонг 7-5 6-3         | Кайла Дэй Александра Сэнфорд           |
| 30 ноября   | Eddie Herr International Брейдентон, США Грунт Турнир 2015                                   | Кайли Маккензи 3-6 6-3 6-4                            | Тамара Зиданшек                        |
| 30 ноября   | Eddie Herr International Брейдентон, США Грунт Турнир 2015                                   | София Кенин Ингрид Нил 6-3 6-1                        | Далма Галфи Тереза Мигаликова          |

### Наиболее интересные региональные соревнования
| Дата начала | Турнир                                                         | Чемпионы (Счёт финала)                        | Финалист                       |
| ----------- | -------------------------------------------------------------- | --------------------------------------------- | ------------------------------ |
| 6 апреля    | Easter Bowl Индиан-Уэллс, США Хард Турнир 2015                 | Клер Лю 6-2 3-6 6-2                           | Кэти Суон                      |
| 6 апреля    | Easter Bowl Индиан-Уэллс, США Хард Турнир 2015                 | София Кенин Кэти Суон 4-6 6-4 [10-6]          | Каролина Доулхайд Эна Сибахара |
| 20 июля     | Чемпионат Европы Клостерс-Зернойс, Швейцария Грунт Турнир 2015 | Анна Бондарь 2-6 6-3 6-1                      | Джилл Тайхманн                 |
| 20 июля     | Чемпионат Европы Клостерс-Зернойс, Швейцария Грунт Турнир 2015 | Мириам Колодзиёва Маркета Вондроушова 6-4 7-5 | Далма Галфи Фанни Штоллар      |
| 12 октября  | Pan American ITF Championship Талса, США Хард Турнир 2015      | Кайла Дэй 6-4 6-1                             | Келли Чэнь                     |
| 12 октября  | Pan American ITF Championship Талса, США Хард Турнир 2015      | Энн Ли Наташа Субхаш 7-6(4) 6-3               | Харрикейн Тайра Блэк Мейбл Чи  |